# Matinera de Friedmann
La matinera de Friedmann (Illadopsis distans ) és un ocell de la família dels pel·lorneids (Pellorneidae).

## Hàbitat i distribució
Habita els boscos de les terres baixes del sud-oest de Kenya, nord-est de Tanzània i Zanzibar.